# The Chronological Classics: Cab Calloway and His Orchestra 1930-1931
| Recensione | Giudizio |
| ---------- | -------- |
| AllMusic   | [ 1 ]    |

The Chronological Classics: Cab Calloway and His Orchestra 1930-1931 è una compilation del bandleader jazz statunitense Cab Calloway, pubblicato dall'etichetta discografica francese Classics Records nel 1990.

## Tracce
1. Gotta Darn Good Reason Now (For Bein' Good) – 3:09 (De Priest Wheeler, Lamar Wright) – Registrato il 24 luglio 1930 a New York
2. St. Louis Blues – 2:53 (W. C. Handy) – Registrato il 24 luglio 1930 a New York
3. Sweet Jenny Lee – 3:06 (Walter Donaldson) – Registrato il 14 ottobre 1930 a New York
4. Happy Feet – 2:35 (Jack Yellen, Milton Ager) – Registrato il 14 ottobre 1930 a New York
5. Yaller – 3:24 (Henry Myers, Charles M. Schwab) – Registrato il 12 novembre 1930 a New York
6. The Viper's Drag – 3:19 (Fats Waller) – Registrato il 12 novembre 1930 a New York
7. Is That Religion? – 2:52 (Mitchell Parish, Maceo Pinkard) – Registrato il 23 dicembre 1930 a New York
8. Some of These Days – 2:54 (Shelton Brooks) – Registrato il 23 dicembre 1930 a New York
9. Nobody's Sweetheart – 3:17 (Gus Kahn, Ernie Erdman, Elmer Schoebel, Billy Meyers) – Registrato il 23 dicembre 1930 a New York
10. St. James Infirmary – 3:02 (Joe Primerose) – Registrato il 23 dicembre 1930 a New York
11. Dixie Vagabond – 3:02 (Cab Calloway, Irving Mills, Donald Heywood) – Registrato il 3 marzo 1931 a New York
12. So Sweet – 2:56 (Haven Gillespie, Ben Kanter, Nelson Shawn) – Registrato il 3 marzo 1931 a New York
13. Minnie the Moocher – 3:09 (Irving Mills, Cab Calloway) – Registrato il 3 marzo 1931 a New York
14. Doin' the Rhumba – 2:54 (Irving Mills, Frank Perkins, Charles Kenny) – Registrato il 3 marzo 1931 a New York
15. Mood Indigo – 2:26 (Irving Mills, Duke Ellington, Barney Bigard) – Registrato il 9 marzo 1931 a New York
16. Farewell Blues – 2:33 (Paul Mares, Leon Roppolo, Elmer Schoebel) – Registrato il 9 marzo 1931 a New York
17. I'm Crazy 'Bout My Baby – 2:36 (Alexander Hill, Fats Waller) – Registrato il 9 marzo 1931 a New York
18. Creole Love Song – 2:53 (Duke Ellington, Bubber Miley, Rudy Jackson) – Registrato il 6 maggio 1931 a New York
19. The Levee Low-Down – 2:55 (Irving Mills, Shelton Brooks) – Registrato il 6 maggio 1931 a New York
20. Blues in My Heart – 2:54 (Irving Mills, Benny Carter) – Registrato il 6 maggio 1931 a New York
21. Black Rhythm – 3:11 (Irving Mills, Donald Heywood) – Registrato l'11 giugno 1931 a New York
22. Six or Seven Times – 3:21 (Irving Mills, Fats Waller) – Registrato l'11 giugno 1931 a New York
23. My Honey's Lovin' Arms – 3:06 (Herman Ruby, Joseph Meyer) – Registrato il 17 giugno 1931 a New York
24. The Nightmare – 2:49 (Billy Meyers, Al Handler, Len Riley) – Registrato il 17 giugno 1931 a New York

## Musicisti
Gotta Darn Good Reason Now (For Bein' Good) / St. Louis Blues

(Cab Calloway and His Orchestra)
- Cab Calloway - voce, direttore orchestra
- R.Q. (Roger Quincey) Dickerson - tromba
- Lammar Wright (Sr.) - tromba
- Wendell Culley (riportato come Wendell Cully) - tromba
- De Priest Wheeler - trombone
- Harry White? (incerta presenza) - trombone
- William Thornton Blue - clarinetto, sassofono alto
- Andrew Brown - clarinetto basso, sassofono tenore
- Walter Thomas - sassofono alto, sassofono tenore, sassofono baritono, flauto
- Earres Prince - pianoforte
- Morris White - banjo
- Jimmy Smith - tuba, contrabbasso
- Leroy Maxey - batteria

Sweet Jenny Lee / Happy Feet / Yaller / The Viper's Drag / Is That Religion? / Some of These Days / Nobody's Sweetheart / St. James Infirmary

(Cab Calloway and His Orchestra)
- Cab Calloway - voce, direttore orchestra
- R.Q. (Roger Quincey) Dickerson - tromba
- Lammar Wright (Sr.) - tromba
- Reuben Reeves - tromba
- De Priest Wheeler - trombone
- Harry White? (incerta presenza) - trombone
- William Thornton Blue - clarinetto, sassofono alto
- Andrew Brown - clarinetto basso, sassofono tenore
- Walter Thomas - sassofono alto, sassofono tenore, sassofono baritono, flauto
- Earres Prince - pianoforte
- Morris White - banjo
- Jimmy Smith - tuba, contrabbasso
- Leroy Maxey - batteria

Dixie Vagabond / So Sweet / Minnie the Moocher / Doin' the Rhumba / Mood Indigo / Farewell Blues / I'm Crazy 'Bout My Baby

(Cab Calloway and His Orchestra)
- Cab Calloway - voce, direttore orchestra
- R.Q. (Roger Quincey) Dickerson - tromba
- Lammar Wright (Sr.) - tromba
- Reuben Reeves - tromba
- De Priest Wheeler - trombone
- Harry White - trombone
- Arville Harris - clarinetto, sassofono alto
- Andrew Brown - clarinetto basso, sassofono tenore
- Walter Thomas - sassofono alto, sassofono tenore, sassofono baritono, flauto
- Earres Prince - pianoforte
- Morris White - banjo
- Jimmy Smith - tuba, contrabbasso
- Leroy Maxey - batteria

Creole Love Song / The Levee Low-Down / Blues in My Heart / Black Rhythm / Six or Seven Times / My Honey's Lovin' Arms / The Nightmare

(Cab Calloway and His Orchestra)
- Cab Calloway - voce, direttore orchestra
- R.Q. (Roger Quincey) Dickerson - tromba
- Lammar Wright (Sr.) - tromba
- Reuben Reeves - tromba
- De Priest Wheeler - trombone
- Harry White - trombone
- Arville Harris - clarinetto, sassofono alto
- Andrew Brown - clarinetto basso, sassofono tenore
- Walter Thomas - sassofono alto, sassofono tenore, sassofono baritono, flauto
- Bennie Payne - pianoforte, voce
- Morris White - banjo
- Jimmy Smith - tuba, contrabbasso
- Leroy Maxey - batteria[2]